# КК Турк Телеком
КК Турк Телеком (тур. Türk Telekom Basketbol Takımı) турски je кошаркашки клуб из Анкаре. У сезони 2024/25. такмичи се у Првој лиги Турске и у Еврокупу.

## Успеси

### Национални
- Првенство Турске:
  - Вицепрвак (2): 1997, 2008.

- Куп Турске:
  - Победник (1): 2008.

- Куп Председника:
  - Победник (2): 1997, 2008.

### Међународни
- Еврокуп:
  - Финалиста (1): 2023.

## Учинак у претходним сезонама
| Сез.     | Првенство Турске | Куп Турске   | Европско такмичење                     |
| -------- | ---------------- | ------------ | -------------------------------------- |
| 2006/07. | Полуфинале ПО    | Четвртфинале | ФИБА Еврокуп — Четвртфинале            |
| 2007/08. | Вицепрвак        | Победник     | УЛЕБ куп — Шеснаестина финала          |
| 2008/09. | Полуфинале ПО    | Четвртфинале | Еврокуп — Топ 16                       |
| 2009/10. | Четвртфинале ПО  | Четвртфинале | Еврокуп — Топ 16                       |
| 2010/11. | 10. место        | Групна фаза  | Еврочеленџ — Топ 32                    |
| 2011/12. | 9. место         | Групна фаза  | Еврочеленџ — Топ 32                    |
| 2012/13. | 13. место        | Групна фаза  | —                                      |
| 2013/14. | 11. место        | Четвртфинале | —                                      |
| 2014/15. | Четвртфинале ПО  | Групна фаза  | —                                      |
| 2015/16. | 15. место        | —            | —                                      |
| 2018/19. | Четвртфинале ПО  | Полуфинале   | Еврокуп — Топ 24                       |
| 2019/20. | прекинуто        | Полуфинале   | ФИБА Лига шампиона — Четвртфинале      |
| 2020/21. | Четвртфинале ПО  | није игран   | ФИБА Лига шампиона — Друга групна фаза |
| 2021/22. | 11. место        | —            | Еврокуп — Осмина финала                |
| 2022/23. | Полуфинале ПО    | није игран   | Еврокуп — Финалиста                    |
| 2023/24. | Четвртфинале ПО  | Четвртфинале | Еврокуп — Осмина финала                |
| 2024/25. | —                | —            | Еврокуп — Четвртфинале                 |

## Познатији играчи
- Лукша Андрић
- Сани Бечирович
- Лука Богдановић
- Миха Зупан
- Јан Хендрик Јагла
- Горан Јагодник
- Симас Јасаитис
- Горан Јеретин
- Рикардо Марш
- Андре Овенс
- Мехмет Окур
- Вук Радивојевић
- Мирослав Радошевић
- Милован Раковић
- Борис Савовић
- Керем Тунчери
- Александар Ћапин
- Јунус Чанкаја
- Хајко Шафарцик

## Познатији тренери
- Ергин Атаман
- Јосип Вранковић